# Experiment de doble estrella de De Sitter
Experiment de doble estrella de De Sitter: l'efecte de Sitter va ser descrit per Willem de Sitter el 1913 (així com per Daniel Frost Comstock el 1910) i utilitzat per donar suport a la teoria especial de la relativitat contra una teoria d'emissió competidora de 1908 de Walther Ritz que postulava una velocitat variable de la llum dependent de la velocitat de l'objecte emissor. De Sitter va demostrar que la teoria de Ritz hauria predit que les òrbites de les estrelles binàries semblarien més excèntriques que no pas coherents amb l'experiment i amb les lleis de la mecànica, i que haurien estat inconsistents amb les observacions astronòmiques. Això ho va confirmar Kenneth Brecher el 1977 observant espectres de raigs X. Per a altres experiments relacionats amb la relativitat especial, vegeu proves de la relativitat especial.

## L'efecte
Segons la teoria simple de l'emissió, la llum es mou a una velocitat de c respecte a l'objecte emissor. Si això fos cert, la llum emesa per una estrella en un sistema estel·lar doble des de diferents parts de la trajectòria orbital viatjaria cap a nosaltres a diferents velocitats. Per a certes combinacions de velocitat orbital, distància i inclinació, la llum "ràpida" emesa durant l'aproximació superaria la llum "lenta" emesa durant una part de recessió de l'òrbita de l'estrella. Així, les lleis del moviment de Kepler aparentment serien violades per a un observador distant. Es veurien molts efectes estranys, incloent-hi (a) com s'il·lustra, corbes de llum d'estrelles variables de formes inusuals com mai s'han vist, (b) desplaçaments Doppler extrems cap al vermell i el blau en fase amb les corbes de llum, cosa que implica òrbites altament no keplerianes, (c) divisió de les línies espectrals (observeu l'arribada simultània de llum desplaçada cap al blau i el vermell a l'objectiu), i (d) si el sistema estel·lar binari és resoluble en un telescopi, la ruptura periòdica de les imatges estel·lars en múltiples imatges.
El 1913, Willem de Sitter va argumentar que si això fos cert, una estrella que orbitava en un sistema de dues estrelles normalment, pel que fa a nosaltres, alternaria entre moure's cap a nosaltres i allunyar-se de nosaltres. La llum emesa des de diferents parts de la trajectòria orbital viatjaria cap a nosaltres a diferents velocitats. Per a una estrella propera amb una velocitat orbital petita (o el pla orbital de la qual fos gairebé perpendicular a la nostra línia de visió), això podria simplement fer que l'òrbita de l'estrella semblés erràtica, però per a una combinació suficient de velocitat i distància orbital (i inclinació), la llum "ràpida" emesa durant l'aproximació podria atrapar i fins i tot superar la llum "lenta" emesa anteriorment durant una part recessiva de l'òrbita de l'estrella, i l'estrella presentaria una imatge desordenada i fora de seqüència. És a dir, les lleis del moviment de Kepler aparentment serien violades per a un observador distant.
De Sitter va fer un estudi d'estrelles dobles i no va trobar cap cas on les òrbites calculades de les estrelles semblessin no keplerianes. Com que s'esperaria que la diferència total de temps de vol entre els senyals de llum "ràpids" i "lents" escalés linealment amb la distància en la teoria simple d'emissió, i l'estudi (estadísticament) hauria inclòs estrelles amb una dispersió raonable de distàncies i velocitats i orientacions orbitals, de Sitter va concloure que l'efecte s'hauria d' haver vist si el model era correcte, i la seva absència significava que la teoria d'emissió era gairebé amb tota seguretat erròni.